# گاستون ربوفا
گاستون ربوفا (فرانسوی: Gaston Rébuffat‎؛ ۷ مه ۱۹۲۱ – ۳۱ مهٔ ۱۹۸۵) یک کوهنورد حرفه‌ای، راهنمای کوه، نویسنده و کارگردان فیلم اهل فرانسه بود.
وی نخستین کسی بود که در سال ۱۹۵۰ توده‌کوه آناپورنا را فتح کرد و همچنین نخستین کسی بود که هر ۶ جبههٔ شمالی قلل مرتفع آلپ را درنوردید.
وی در سال ۱۹۸۴ میلادی برندهٔ نشان لژیون دونور شد. تصویری از او بر روی صفحه طلایی وویجر حک شده‌است.